# Esaltazione della Santa Croce
L'Esaltazione della Santa Croce è una festività della Chiesa cattolica, della Chiesa ortodossa e di altre confessioni cristiane. In essa si commemora la crocifissione di Gesù con il particolare obiettivo di sottolineare la centralità del mistero della croce nella teologia cristiana.
Il termine "esaltazione", in uso sin dal VI secolo per indicare questo rito, è da intendersi sia come «innalzamento» sia come «ostensione». Il termine nasce dal rito che prevedeva l’innalzamento di una croce e la sua ostensione ai fedeli, in ricordo dell’innalzamento di Gesù Cristo sulla Croce e dell’ostensione del suo corpo sacrificale. 
Nella celebrazione eucaristica il colore liturgico è il rosso, il colore della passione di Gesù, che richiama appunto la Santa Croce.
La festività ricorre il 14 settembre, in ricordo del ritrovamento della vera croce di Gesù da parte di sant'Elena, avvenuto, secondo una tradizione, il 14 settembre del 327: in quel giorno la reliquia sarebbe stata innalzata dal vescovo di Gerusalemme di fronte al popolo, che fu invitato all'adorazione del Crocefisso. Nell'usanza gallicana, invece, almeno a partire dal VII secolo, la festa della Croce si teneva il 3 maggio, data del ritrovamento della Croce secondo la "leggenda di Giuda Ciriaco".
La festa del 3 maggio è rimasta nel rito tridentino nonché, tradizionalmente, in molte località.

## Storia della festività
Il rinvenimento delle reliquie della Passione di Gesù, quando il vescovo Macario fece rimuovere un tempio pagano costruito sul Calvario, suscitò enorme interesse testimoniato dalle numerose narrazioni prodotte nei secoli successivi, spesso incoerenti fra loro e più o meno leggendarie. Nacque così una diffusa esigenza di rivivere liturgicamente il valore redentivo della morte in croce di Gesù, ben espresso dall'antifona: "Adoramus te, Christe, quia per Sanctam Crucem tuam redemisti mundum". Già prima della fine del VII secolo la celebrazione della festa della Santa Croce era attestata anche a Roma e si ebbe cura di assicurarsi che l'eventuale presenza di frammenti della vera croce, ormai diffusi in molte città, non desse adito ad interpretazioni idolatriche del rito. Nel 787, per esempio, il secondo concilio di Nicea sottolineò che l'adorazione o "latria" è dovuta solo a Dio (e quindi anche a Cristo), mentre alle reliquie della vera croce si poteva tributare solo venerazione. Petavio, inoltre, osservò che il culto verso la Santa Croce non era affatto indispensabile per la salvezza. Quando poi si presta onore a qualche immagine, lo si presta in realtà a chi è raffigurato, perciò l'adorazione della croce cristiana non era altro che adorazione di Cristo.
La Chiesa cattolica, molte Chiese protestanti (spesso quelle di matrice anglicana), e la Chiesa ortodossa celebrano la festività liturgica dell'Esaltazione della Santa Croce, il 14 settembre, anniversario del ritrovamento della Croce da parte di sant'Elena (327?) e della consacrazione della Chiesa del Santo Sepolcro in Gerusalemme (335).
Nei secoli questa festività incluse anche la commemorazione del recupero da parte dell'imperatore Eraclio di un frammento della Vera Croce dalle mani dei Persiani nel 628. Secondo l'Enciclopedia Cattolica, quando le pratiche gallicane e romane si combinarono, la data di settembre assunse il nome ufficiale di Trionfo della Croce ed era usato per commemorare la riconquista della Croce dai Persiani, mentre la data in maggio fu mantenuta come Ritrovamento della Santa Croce, detta latinamente Invenzione della Croce.
In Occidente ci si riferisce spesso al 14 settembre come al "Giorno della Santa Croce"; la festività in maggio è stata tolta dal calendario liturgico del rito romano in seguito alle riforme del Messale Romano operate sotto papa Giovanni XXIII nel 1960/1962. La Chiesa ortodossa commemora ancora entrambi gli eventi, uno il 14 settembre, rappresentando una delle dodici grandi festività dell'anno liturgico, e l'altro il 1º agosto, nel quale si compie la Processione del venerabile Legno della Croce, giorno in cui le reliquie della Vera Croce furono trasportate per le strade di Costantinopoli per benedire la città.
In aggiunta alle celebrazioni nei giorni fissi, ci sono alcuni giorni delle festività mobili in cui viene fatto particolare ricordo della Santa Croce. La chiesa cattolica compie l'adorazione liturgica della Croce nel giorno in cui vi fu infisso Gesù, cioè durante gli uffici del Venerdì Santo, mentre la chiesa ortodossa celebra un'ulteriore venerazione della Croce la terza domenica della Grande quaresima. In tutte le chiese greco-ortodosse, durante il Giovedì santo, una copia della Croce viene portata in processione affinché la gente la possa venerare.

## Religiosità popolare in Italia

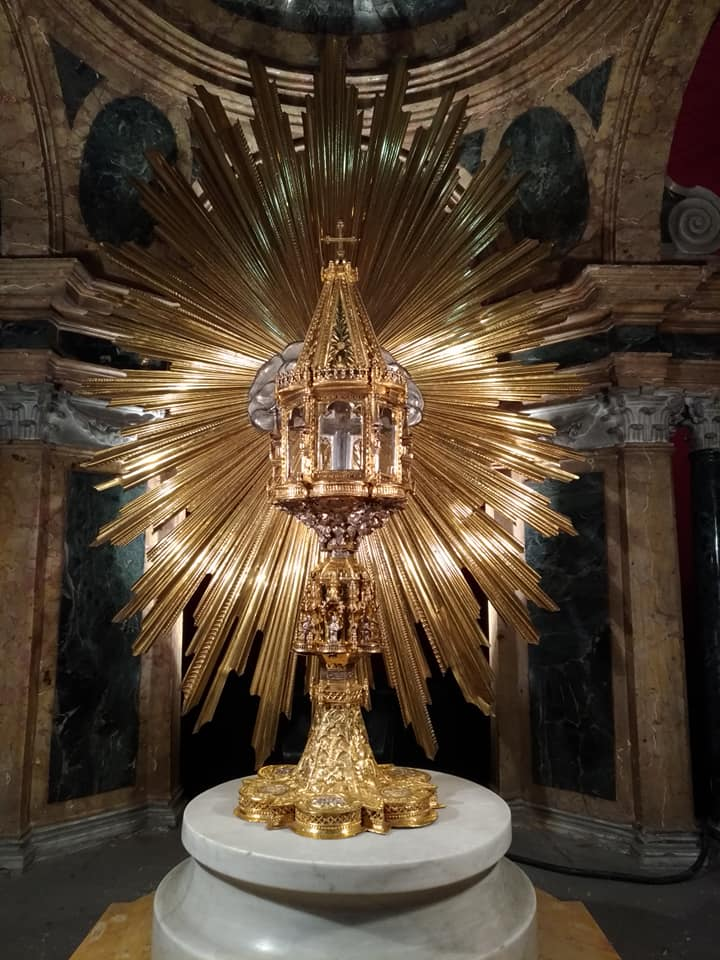
Reliquiario gotico della Vera Croce nella Chiesa di Santa Croce (Padova), risalente al XV secolo

La festa dell'Esaltazione della Santa Croce viene celebrata con particolare solennità a Lucca, ma anche in molte altre città d'Italia dove si trovi una chiesa intitolata alla "Santa Croce". È il caso della grande parrocchia di Borgo Santa Croce in Verona, che ogni anno tra la prima e la seconda settimana di settembre propone la tradizionale festa del borgo. Sempre in Veneto a Padova, la parrocchia di santa Croce celebra la festa dell'Esaltazione il 14 settembre con una messa solenne e una processione con la reliquia della croce, che parte e termina nella Chiesa di Santa Croce. L'Esaltazione della Santa Croce è festa patronale anche del Comune di Moneglia, in provincia di Genova.
In Trentino, nel comune di Bleggio Superiore, la festa è celebrata nella frazione di S. Croce, sede comunale, naturalmente come festa patronale; all'interno della chiesa di S. Croce è inoltre custodita una croce di legno, ricavata da tronchi di larice, alla quale si attribuiscono poteri taumaturgici e che è oggetto di venerazione in tutta la vallata sin dal XVI secolo. Secondo la leggenda, la croce venne inizialmente eretta da un eremita sul vicino Monte S. Martino: trasportata dai fedeli nella chiesa di S. Croce per essere oggetto di culto, la croce di legno scompariva per tornare miracolosamente sulla cima del Monte. Per questo motivo, attualmente, nella cappella ad essa dedicata la croce miracolosa è protetta da un'inferriata che chiude l'ingresso a tutta altezza, così da impedirne nuove "fughe". In occasione dell'Esaltazione di S. Croce e per ricorrenze particolari, ad esempio negli anni giubilari, la croce viene "liberata" e portata in processione sino al Monte.
Ad Enna si svolge nei giorni 13 e 14 settembre la storica Festa del Crocifisso di Papardura, che come ogni anno, attira centinaia di fedeli che nel segno della tradizione e della fede, si recano in pellegrinaggio e in preghiera presso lo storico Santuario, per celebrare una delle feste più antiche e suggestive della zona. Una tradizione che affonda le radici lontano nei secoli, e voluta dai numerosi agricoltori e pastori che anticamente abitavano l'area, dove secondo la tradizione popolare, i fedeli videro l'immagine miracolosa del Cristo Crocifisso impressa sulla roccia, e decisero di edificare un Santuario dedicato proprio all'immagine miracolosa, ancora oggi visibile sull'altare maggiore. I riti religiosi si concludono il giorno 14 settembre sul calvario, dal latino Calvaria che significa "luogo del cranio", ovvero la collinetta appena fuori Gerusalemme su cui salì Gesù per esservi crocifisso. Come da tradizione, nel Calvario di Papardura, in ricordo della vita di Gesù Cristo, viene effettuata la benedizione con la reliquia della Spina Santa.
L'Esaltazione della Santa Croce è stata scelta come festa cittadina di Quartu Sant'Elena. Nonostante la memoria liturgica cattolica di Sant'Elena ricada il 18 agosto, si è preferito onorare maggiormente il ritrovamento della croce di Gesù. Di conseguenza, a livello popolare il 14 settembre è festa patronale. Liturgicamente, in comunione con la memoria di Costantino I e con la tradizione bizantina, si festeggia Sant'Elena imperatrice il 21 maggio nella Basilica a essa dedicata (nel resto dell'Isola il santo imperatore si ricorda il 7 luglio mentre la festività della Santa Croce a maggio e/o settembre. 
L'Esaltazione della Santa Croce è anche festa del neonato comune di Vajont nel 1971 poiché sussiste sul territorio una forte vocazione alla creazione di crocifissi intagliati a mano. Il 14 settembre di ogni anno si festeggia il Santo Patrono della cittadina.
Nelle domeniche più prossime al 14 settembre vengono celebrate solenni processioni nel Duomo di Monza e a Milano in onore del Santo Chiodo ivi conservato: a Monza nella Corona ferrea, e a Milano nel chiodo "a morso di cavallo".
Una grande devozione è riservata al Ss. Crocifisso nella cittadina di Rutigliano in provincia di Bari, dove si venera dal '600 un miracoloso crocifisso di inestimabile pregio artistico, ben conservato nella chiesa dei Cappuccini, dagli anni '80 assurta a Santuario. Pur non essendo la festa patronale della cittadina, ha superato, da vari decenni, per importanza e grandiosità dei festeggiamenti, tutte le altre feste religiose. Detta festa si tiene nei giorni 13-14-15 settembre.
Il 14 settembre, nella cittadina di Monteiasi in provincia di Taranto, in forza di una tradizione plurisecolare, viene celebrata la solennità dell'Esaltazione della Santa Croce. La studiosa di storia patria Vincenza Musarda Talò ha collegato questo culto con una missione popolare condotta dai gesuiti nel 1616, che fecero dono di un crocifisso agli abitanti del casale. Questo evento ha prodotto una leggenda popolare relativa al crocifisso: secondo il mito risalente al XVII secolo, un'effigie lignea della croce fabbricata a Galatone, dopo essere stata appoggiata al muro di un edificio del casale per essere riparata durante un temporale, non si sarebbe più staccata, segnalando il legame fra la Croce e la popolazione locale.
Il culto della Croce risulta particolarmente radicato anche a Bitonto, dove si venera a settembre il cosiddetto Cristo Nero. Trattasi di una scultura lignea tardo cinquecentesca venerata sin dal Seicento soprattutto durante periodi di grande siccità. Per questo motivo è detto Cristo dell'acqua o Cristo nero, perché il suo colorito brunastro ricorda il colore plumbeo del cielo che minaccia pioggia. Oltre alle processioni penitenziali ad petendam pluviam, il Crocifisso è offerto alla pubblica venerazione durante la festa confraternale di settembre.
Del tutto unica l'antica usanza vigente presso la comunità di San Siro in Lomazzo, dove la Festa del Crocifisso è traslata all'inizio di agosto, nella data in cui si celebra il Perdono di Assisi. Un'usanza che sembra voler efficacemente sottolineare, attraverso l'accostamento delle due celebrazioni, il valore salvifico e misericordioso del Cristo Crocifisso, da cui discende la remissione dei peccati e il perdono delle colpe.
Anche nel paese di Gussago, in Franciacorta, alle porte di Brescia, viene celebrata la festa. In particolare ogni sette anni (con alcune eccezioni), quando il 14 settembre è una domenica. La locale Via Santa Croce viene riccamente addobbata con i colori del luogo (bianco e rosso) e simboli religiosi.
Nelle province di Brescia e Bergamo l’impronta culturale della festa dell’Esaltazione della Santa Croce si può notare in un proverbio in dialetto locale. Esso recita: “Se 'l piöf 'l dé de Santa Crus, per quaranta dé l'è piuùs” (“Se piove il giorno di Santa Croce, per quaranta giorni è piovoso”). Infatti la credenza popolare voleva che le condizioni meteorologiche del giorno della Santa Croce prevedessero il meteo dei periodi successivi, di grande importanza per la popolazione fortemente agricola.